# Chigara
Chigara, parfois appelée Chigara Zouagha est une commune de la wilaya de Mila en Algérie.

## Géographie

### Localisation
La commune de Chigara est localisée dans l'extrême nord de la wilaya de Mila, limitrophe de la wilaya de Jijel. Elle se trouve à flanc de montagne bordée au sud par le barrage de Beni Haroun.
| Ouled Rabah (Jijel) | Ouled Rabah (Jijel) | Sidi Maarouf (Jijel) |
| Terrai Bainen       | Chigara             | Hamala               |
|                     | Sidi Merouane       | Grarem Gouga         |

### Relief, géologie, hydrographie
La commune est dominée au nord par le Djebel Moul El M'Cid à 1292 mètres.

### Villages, hameaux et lieux-dits
La commune compte une agglomération chef-lieu appelée Zouabi et quatre agglomérations secondaires, Kikba Houar, Sfisfa Makhat, Ouarziz et Oudja Boukhlifa. Les hameaux sont : Moulay Habassa, Lamssale, Boussafi, El Khoudar, Merdj El Fagous, Beni Aicha, Bouachra, Merghid, Mezalmat, Draa, Nkhala.

## Histoire
Le territoire de la commune actuelle correspond plus ou moins au douar Ouled Yahia de la tribu des Zouagha. Le 1er janvier 1881 il est rattaché à la commune mixte de Mila puis le 19 avril 1888 la région est intégré à la commune de plein exercice de Sidi Mérouane, avant de devenir douar de la commune le 19 décembre 1895. Chigara devient une commune à son tour en 1984.

## Administration
| Période                                  | Période | Identité             | Étiquette | Qualité |
| ---------------------------------------- | ------- | -------------------- | --------- | ------- |
| 2007                                     | 2012    | Abdelhadid Benchelli | N/A       | Maire   |
| 2012                                     | 2017    |                      | N/A       | Maire   |
| Les données manquantes sont à compléter. |         |                      |           |         |

## Démographie
| 1897  | 1902  | 1987   | 1998   | 2008   |
| ----- | ----- | ------ | ------ | ------ |
| 3 156 | 4 207 | 10 664 | 13 609 | 14 661 |

## Transports
Le chemin de wilaya CW4 traverse d'est en ouest depuis la RN27 vers la commune de Terrai Bainen. Chigara est aussi reliée à la commune d'Ouled Rabah par un chemin communal qui traverse le massif montagneux au nord.
Depuis la construction du barrage de Béni Haroun, le pont qui la reliait à Sidi Mérouane et à Grarem Gouga depuis les années 1980 a été submergé au profit du barrage d'une capacité de 1 milliard de mètres cubes[réf. nécessaire]. La construction d'un viaduc, très attendu dans les années 2000 a été réalisé en 2003 et permet de désenclaver la commune en la reliant à celle de Grarem Gouga, distante de 10 km, qui est la principale ville d'échange commerciale avec Chigara.